# Menet
Menet est une commune française située dans le département du Cantal, en région Auvergne-Rhône-Alpes.
Par son bourg remarquable, elle fait partie des Petites Cités de Caractère depuis 2017.

## Géographie
La Sumène et son affluent, le Violon, arrosent le territoire communal.
Six communes sont limitrophes :
| La Monselie |         | Saint-Étienne-de-Chomeil |
| Le Monteil  | Menet   | Riom-ès-Montagnes        |
| Trizac      | Valette |                          |

### Climat
Pour des articles plus généraux, voir Climat d'Auvergne-Rhône-Alpes et Climat du Cantal.
En 2010, le climat de la commune est de type climat de montagne, selon une étude du CNRS s'appuyant sur une série de données couvrant la période 1971-2000. En 2020, Météo-France publie une typologie des climats de la France métropolitaine dans laquelle la commune est exposée à un climat de montagne ou de marges de montagne et est dans la région climatique  Ouest et nord-ouest du Massif Central, caractérisée par une pluviométrie annuelle de 900 à 1 500 mm, maximale en automne et en hiver.
Pour la période 1971-2000, la température annuelle moyenne est de 9,3 °C, avec une amplitude thermique annuelle de 15 °C. Le cumul annuel moyen de précipitations est de 1 302 mm, avec 12,3 jours de précipitations en janvier et 8,8 jours en juillet. Pour la période 1991-2020, la température moyenne annuelle observée sur la station météorologique de Météo-France la plus proche, « Riom-Montagnes »sur la commune de Riom-ès-Montagnes à 6 km à vol d'oiseau, est de 9,7 °C et le cumul annuel moyen de précipitations est de 1 221,4 mm,. Pour l'avenir, les paramètres climatiques de la commune estimés pour 2050 selon différents scénarios d'émission de gaz à effet de serre sont consultables sur un site dédié publié par Météo-France en novembre 2022.

## Urbanisme

### Typologie
Au 1er janvier 2024, Menet est catégorisée commune rurale à habitat très dispersé, selon la nouvelle grille communale de densité à 7 niveaux définie par l'Insee en 2022.
Elle est située hors unité urbaine et hors attraction des villes,.

### Occupation des sols
L'occupation des sols de la commune, telle qu'elle ressort de la base de données européenne d’occupation biophysique des sols Corine Land Cover (CLC), est marquée par l'importance des territoires agricoles (68 % en 2018), en augmentation par rapport à 1990 (66,5 %). La répartition détaillée en 2018 est la suivante : prairies (58,9 %), forêts (31 %), zones agricoles hétérogènes (9,2 %), zones urbanisées (0,9 %). L'évolution de l’occupation des sols de la commune et de ses infrastructures peut être observée sur les différentes représentations cartographiques du territoire : la carte de Cassini (XVIIIe siècle), la carte d'état-major (1820-1866) et les cartes ou photos aériennes de l'IGN pour la période actuelle (1950 à aujourd'hui).

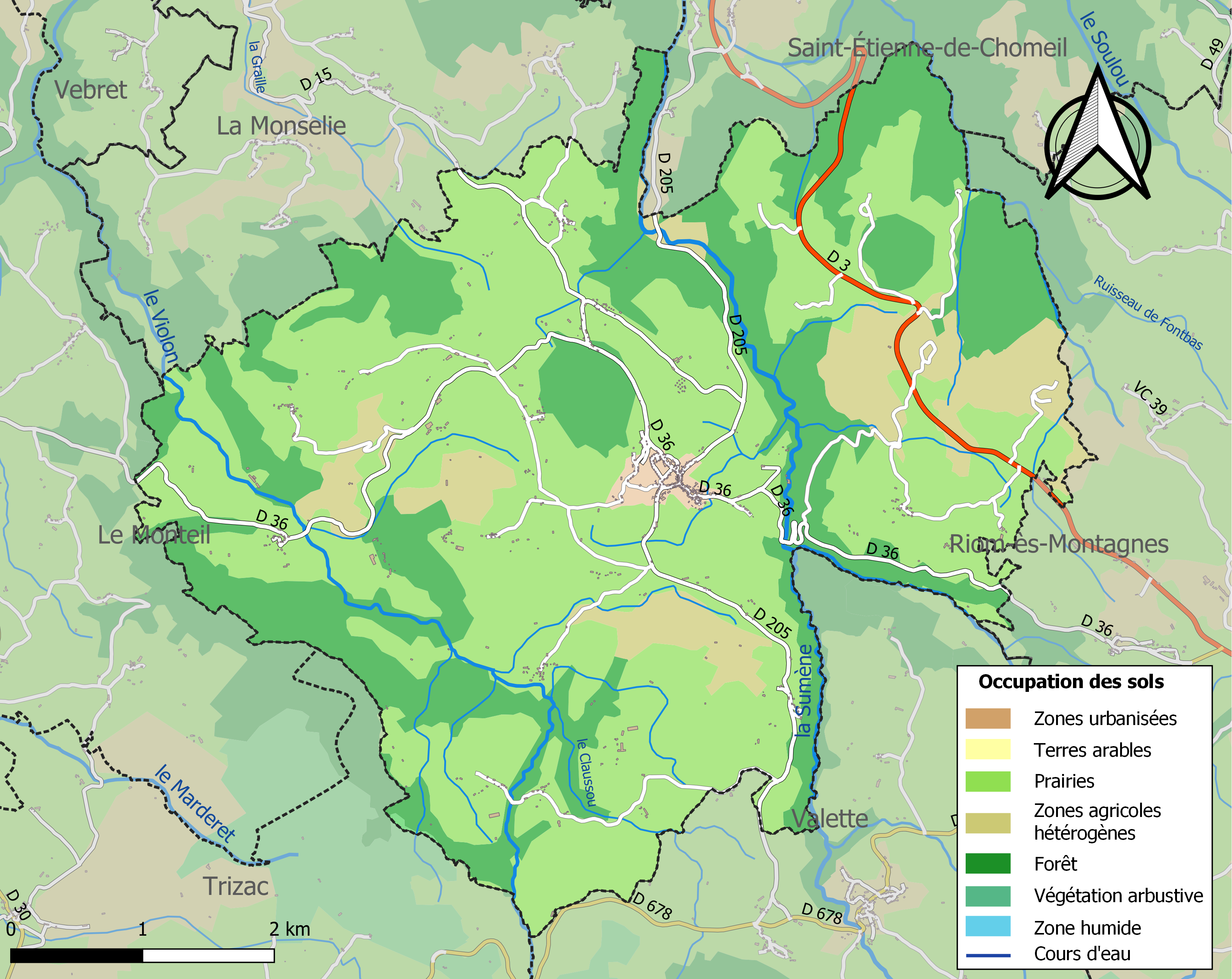
Carte des infrastructures et de l'occupation des sols de la commune en 2018 (CLC).

### Habitat et logement
En 2018, le nombre total de logements dans la commune était de 469, alors qu'il était de 472 en 2013 et de 461 en 2008.
Parmi ces logements, 55,6 % étaient des résidences principales, 36,3 % des résidences secondaires et 8,1 % des logements vacants. Ces logements étaient pour 94,3 % d'entre eux des maisons individuelles et pour 5,5 % des appartements.
Le tableau ci-dessous présente la typologie des logements à Menet en 2018 en comparaison avec celle du Cantal et de la France entière. Une caractéristique marquante du parc de logements est ainsi une proportion de résidences secondaires et logements occasionnels (36,3 %) supérieure à celle du département (20,4 %) et à celle de la France entière (9,7 %). Concernant le statut d'occupation de ces logements, 84,3 % des habitants de la commune sont propriétaires de leur logement (81,6 % en 2013), contre 70,4 % pour le Cantal et 57,5 pour la France entière.
| Typologie                                               | Menet | Cantal | France entière |
| ------------------------------------------------------- | ----- | ------ | -------------- |
| Résidences principales (en %)                           | 55,6  | 67,7   | 82,1           |
| Résidences secondaires et logements occasionnels (en %) | 36,3  | 20,4   | 9,7            |
| Logements vacants (en %)                                | 8,1   | 11,9   | 8,2            |

## Histoire
En 1836, les communes d'Albanies et de Lagane fusionnent avec Menet. En 1871, Valette est érigée en commune par démembrement de Menet.

## Politique et administration
| Période                                  | Période                        | Identité                              | Étiquette | Qualité |
| ---------------------------------------- | ------------------------------ | ------------------------------------- | --------- | --- |
| Les données manquantes sont à compléter. |                                |                                       |           | |
| 9 fructidor an III                       |                                | Jean Moligné (1er maire nommé)        |           | |
| 6 janvier 1848                           | 1851 (démission)               | Louis Gabriel Raymond (1er maire élu) |           | |
| 1850                                     | 1851                           | Fonteilles                            |           | |
| 1851                                     | 1854                           | Jean Charles Demurat                  |           | |
| 1854                                     | 1881                           | Félix Demurat                         |           | |
| 1881                                     | 1888                           | Étienne Chadefaux                     |           | |
| 1888                                     | 1896                           | Henri Bonnet                          |           | |
| 1896                                     | 1918                           | Guillaume Vidal                       |           | |
| 1919                                     | 1929                           | Jean Vidal                            |           | |
| 1929                                     | 1935                           | Jean Géraud Chalvignac                |           | |
| 1935                                     | 10 février 1945                | Edmond Pigot                          |           | |
| 10 février 1945                          | 18 mai 1945                    | Jean Vidal                            |           | |
| 18 mai 1945                              | 1953                           | Armand Bagilet                        |           | |
| 1953                                     | 1971                           | Charles Brunhes                       |           | |
| 1971                                     | 1983                           | Paul Tissandier                       |           | |
| 1983                                     | 1989                           | Paul Raymond                          |           | |
| 1989                                     | mars 2008                      | Michel Jolliot                        |           | |
| mars 2008                                | 24 mai 2020                    | Alexis Monier                         | DVG       | Retraité de la fonction publique                                                                                           |
| 24 mai 2020                              | En cours (au 16 novembre 2021) | Jean-Louis Marandon                   |           | Principal de collège 4e vice-président de la communauté de communes du Pays Gentiane chargé du patrimoine et de la culture |

## Population et société

### Démographie
L'évolution du nombre d'habitants est connue à travers les recensements de la population effectués dans la commune depuis 1793. Pour les communes de moins de 10 000 habitants, une enquête de recensement portant sur toute la population est réalisée tous les cinq ans, les populations de référence des années intermédiaires étant quant à elles estimées par interpolation ou extrapolation. Pour la commune, le premier recensement exhaustif entrant dans le cadre du nouveau dispositif a été réalisé en 2004.

En 2022, la commune comptait 531 habitants, en évolution de −6,35 % par rapport à 2016 (Cantal : −1,08 %, France hors Mayotte : +2,11 %).
| 1793  | 1800  | 1806  | 1821  | 1831  | 1836  | 1841  | 1846  | 1851  |
| ----- | ----- | ----- | ----- | ----- | ----- | ----- | ----- | ----- |
| 1 099 | 1 065 | 1 025 | 1 225 | 2 317 | 2 215 | 2 415 | 2 580 | 2 441 |

| 1856  | 1861  | 1866  | 1872  | 1876  | 1881  | 1886  | 1891  | 1896  |
| ----- | ----- | ----- | ----- | ----- | ----- | ----- | ----- | ----- |
| 2 551 | 2 535 | 2 519 | 1 780 | 1 702 | 1 638 | 1 834 | 1 856 | 1 733 |

| 1901  | 1906  | 1911  | 1921  | 1926  | 1931  | 1936  | 1946 | 1954 |
| ----- | ----- | ----- | ----- | ----- | ----- | ----- | ---- | ---- |
| 1 677 | 1 609 | 1 654 | 1 541 | 1 514 | 1 322 | 1 137 | 949  | 934  |

| 1962 | 1968 | 1975 | 1982 | 1990 | 1999 | 2004 | 2006 | 2009 |
| ---- | ---- | ---- | ---- | ---- | ---- | ---- | ---- | ---- |
| 851  | 819  | 653  | 653  | 622  | 580  | 528  | 515  | 502  |

| 2014 | 2019 | 2022 | - | - | - | - | - | - |
| ---- | ---- | ---- | - | - | - | - | - | - |
| 556  | 532  | 531  | - | - | - | - | - | - |

### Manifestations culturelles et festivités
Menet est souvent présentée comme la « capitale culturelle » du Pays Gentiane[réf. nécessaire]. Elle est le siège de l'association Euroculture en Pays Gentiane et plusieurs rendez-vous traditionnels, culturels et festifs rythment les beaux jours.
- Le marché de printemps.
- La fête patronale de la Saint-Pierre.
- Le symposium de sculpture sur pierre.
- Les rencontres Euroculture.
- Les Nuits musicales.
- Le marché d'été.
- La foire agricole et commerciale de la Saint-Martin.

## Culture locale et patrimoine

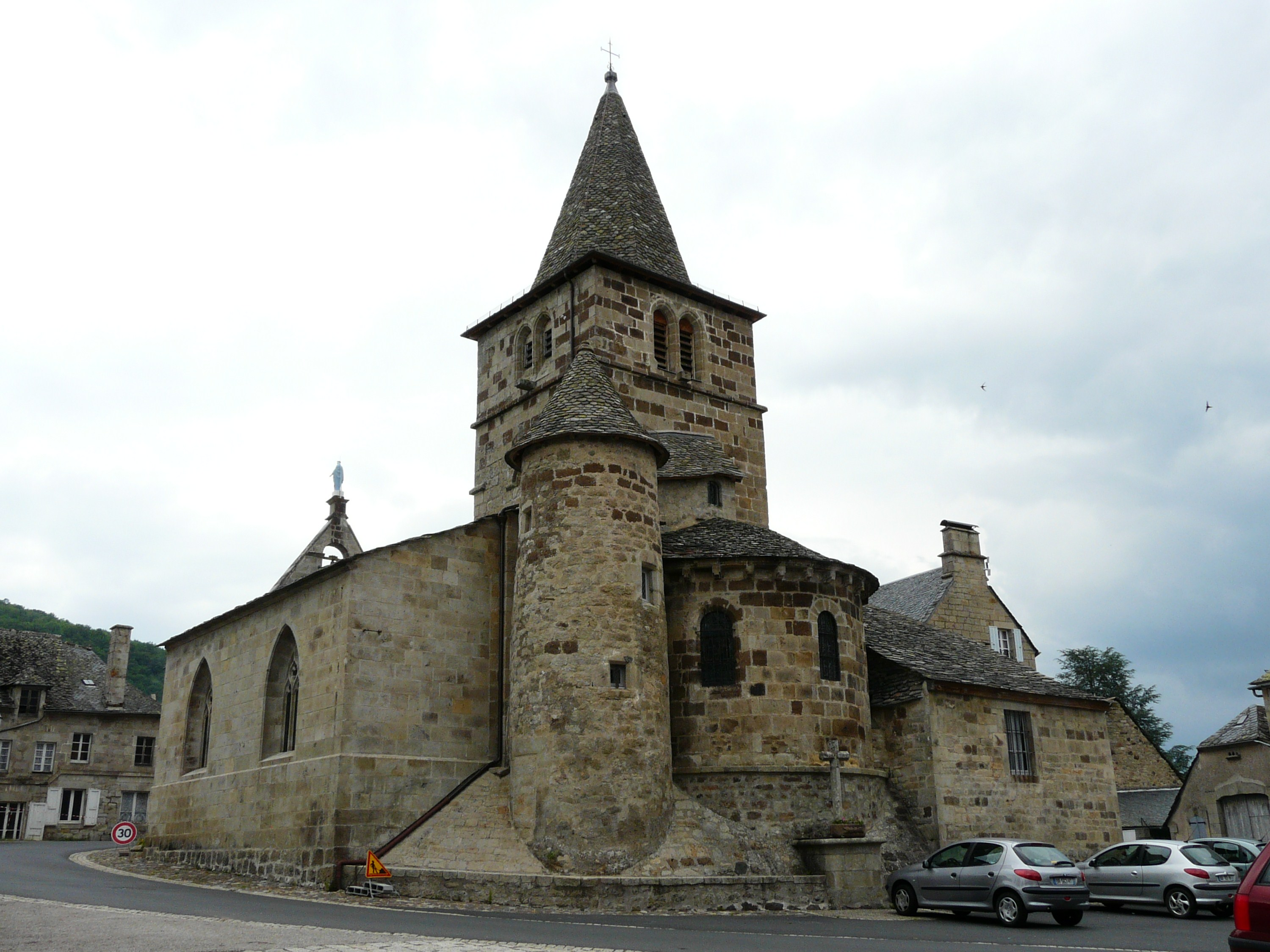
L'église Saint-Pierre.

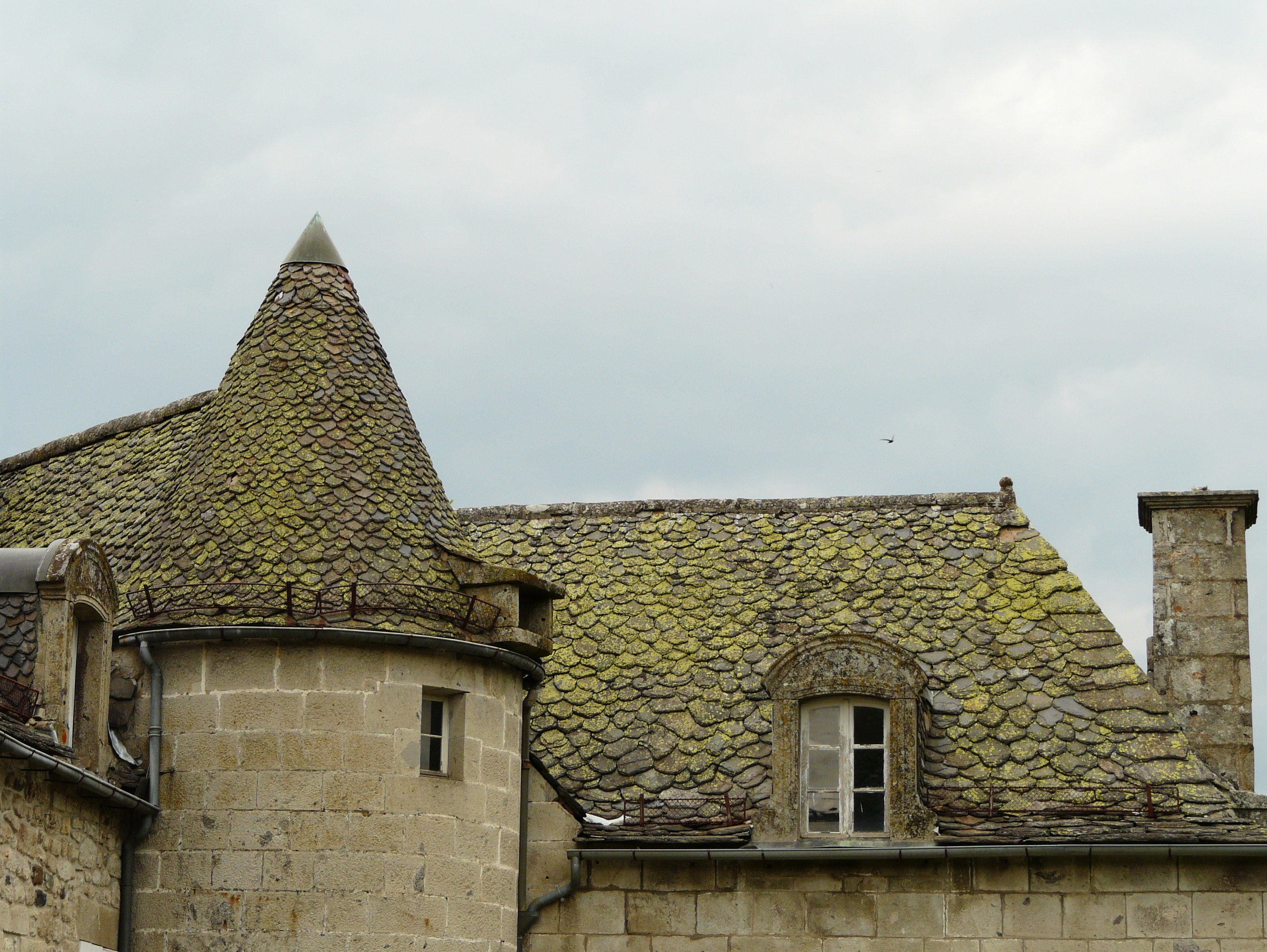
Toits en lauze.

### Lieux et monuments
- L'église Saint-Pierre, église romane du XIIe siècle, classée en 1922.
- Le lac naturel de Menet de 14,7 hectares au nord du village.
- Les gorges de la Sumène.
- Sentier des pierres : chaque année, les sculptures réalisées lors du symposium de la Pierre (juillet) viennent compléter la collection de ce chemin.
- Le village de Broc, construit en tuf volcanique.
- Les vestiges carolingiens du Puy de Ménoyre.
- Petit patrimoine : fours banaux, fontaine, croix de villages et de chemins.
- Le château de Tautal Bas.
- Vestiges du château de La Clidelle.
- Le manoir de Fosse, son pigeonnier et sa chapelle.
- La grotte de Menet.

### Personnalités liées à la commune
- Maurice Chambon (1889-1915), professeur de grec. Son nom est inscrit au monument aux morts de Menet et au Panthéon dans la liste des 560 écrivains morts pour la France.
- Antoine Trin, a été le curé de la paroisse en 1980, il est connu pour ses travaux d'historiographie sur la Cantal.